# Günther W.H. Kunkel
Pour les articles homonymes, voir Kunkel.
 (novembre 2017).
Si vous disposez d'ouvrages ou d'articles de référence ou si vous connaissez des sites web de qualité traitant du thème abordé ici, merci de compléter l'article en donnant les références utiles à sa vérifiabilité et en les liant à la section « Notes et références ».
Günther Willi Hermann Kunkel (né le 26 septembre 1928 à Mittenwalde, en Allemagne, et mort le 6 août 2007 à Vélez-Rubio, en Espagne) est un botaniste, naturaliste et explorateur allemand, installé en Espagne à son décès, premier en Grande Canarie de 1964 jusqu'à 1977, et alors en différents lieux de Andalousie.
Chercheur scientifique autodidacte, passionné d'écologie, spécialiste des zones arides, professeur de botanique et de dendrologie, il a étudié particulièrement la flore des îles Canaries et de la province d'Almería. Il effectua plusieurs voyages en Amérique du Sud, en Afrique tropicale et au Moyen-Orient. Il est l'auteur de 70 livres et plus de 1 000 articles scientifiques.